# Vəli Axundov
Vəli Yusif oğlu Axundov (ur. 13 maja 1916 we wsi Saray w guberni bakijskiej, zm. 22 sierpnia 1986 w Baku) – radziecki i azerbejdżański polityk, profesor medycyny, przewodniczący Rady Ministrów Azerbejdżańskiej SRR w latach 1958–1959, I sekretarz KC Komunistycznej Partii Azerbejdżanu w latach 1959–1969.
1935–1941 studiował w Azerbejdżańskim Instytucie Medycznym, od 1939 w WKP(b), 1941–1946 w Armii Czerwonej, od 1946 asystent Azerbejdżańskiego Instytutu Medycznego, później dyrektor Instytutu Epidemiologii, Mikrobiologii i Higieny w ministerstwie ochrony zdrowia Azerbejdżańskiej SRR, 1949–1950 przewodniczący Azerbejdżańskiego Republikańskiego Komitetu Związków Zawodowych Pracowników Medycznych, 1950–1953 zastępca ministra ochrony zdrowia Azerbejdżańskiej SRR, 1953–1954 zastępca kierownika Wydziału Administracyjnych i Targowo-Finansowych Organów KC Komunistycznej Partii Azerbejdżanu, 1954–1958 minister ochrony zdrowia Azerbejdżańskiej SRR. Od 8 lipca 1958 do 10 lipca 1959 przewodniczący Rady Ministrów Azerbejdżańskiej SRR. Od 10 lipca 1959 do 14 lipca 1969 I sekretarz KC KPA. Od 31 października 1961 do 30 marca 1971 członek KC KPZR, od 7 lutego 1962 do 17 października 1964 członek Zakaukaskiego Biura KC KPZR. Deputowany do Rady Najwyższej ZSRR od 6 do 8 kadencji. 1969–1972 wiceprezydent Akademii Nauk Azerbejdżańskiej SRR, później dyrektor Instytutu Wirusologii, Mikrobiologii i Higieny.

## Odznaczenia
- Order Lenina
- Order Czerwonej Gwiazdy
- Order Wojny Ojczyźnianej II klasy